# Glyphocrangon longleyi
Glyphocrangon longleyi är en kräftdjursart som beskrevs av Schmitt 1931. Glyphocrangon longleyi ingår i släktet Glyphocrangon och familjen Glyphocrangonidae. Inga underarter finns listade i Catalogue of Life.